# Илирийски войни
Илирийските войни се водят между Римската република и илирийските племена през 229 пр.н.е., 219 пр.н.е. и 168 пр.н.е.

## Първа илирийска война
Първата илирийска война е войната, която Римската република води през 229/228 пр.н.е. против Тевта, кралицата на илирийското
племе лабеати.
Причината са пиратските нападения на илирийците. Римската колония Иса моли през 230 пр.н.е. сената за помощ.
Рим изпраща през 229 пр.н.е. флота от 200 кораба в северно Адриатическо море, която пристига първо на Корфу, който е предаден без борби от коменданта на царицата Деметрий от Фарос. Римляните отиват в Аполония.
През 228 пр.н.е. римските командири Луций Постумий Албин и Гней Фулвий Центумал побеждават кралицата на север при Шкодра кралицата. Тевта запазва само Шкодра и трябва да плаща на римляните трибути.

## Втора илирийска война
Втората илирийска война се води през 220 и 219 пр.н.е. пред брега на Далмация с командира на римската войска Луций Емилий Павел и Деметрий от Фарос.

## Трета илирийска война
Третата илирийска война се води 168 пр.н.е. между илирийския цар Генций, съюзник на македонския цар Персей и Луций Аниций Гал, който успява за 30 дена да го победи в Шкодра и да приключи войната.